# Eutichurus tezpurensis
Eutichurus tezpurensis är en spindelart som beskrevs av Biswas 1991. Eutichurus tezpurensis ingår i släktet Eutichurus och familjen sporrspindlar. Inga underarter finns listade i Catalogue of Life.